# Oscar Adolf Germann
Oscar Adolf Germann (* 19. August 1889 in Frauenfeld; † 1. Dezember 1979 in Bottmingen, reformiert, heimatberechtigt in Frauenfeld) war ein Schweizer Jurist und Offizier.

## Leben
Oscar Adolf Germann wurde am 19. August 1891 in Frauenfeld als Sohn des freisinnigen Politikers Adolf Germann geboren. Nach dem Besuch der Kantonsschule in Frauenfeld nahm Germann ein Studium der Rechte in Deutschland und Österreich auf, das er 1914 an der Universität Zürich mit dem Erwerb des akademischen Grades eines Dr. iur abschloss.
In der Folge war Germann seit 1918 als Experte im Eidgenössischen Volkswirtschaftsdepartement angestellt. Dazu lehrte Germann seit 1920 als Privatdozent, ab 1928 als Ausserordentlicher Professor für Arbeitsrecht an der Universität Bern sowie von 1930 bis 1960 als Ordinarius für Strafrecht an der Universität Basel. Überdies war Germann zwischen 1952 und 1961 als Redakteur der Schweizerischen Zeitschrift für Strafrecht tätig.
Oscar Adolf Germann förderte die dogmatische Umsetzung des StGB von 1937 im Sinne eines Schuldstrafrechts. Insbesondere entwickelte er eine subjektive Verbrechenslehre, der auch das Bundesgericht folgte. Germann wurde mit insgesamt drei Ehrendoktoraten ausgezeichnet.
Oscar Adolf Germann war verheiratet mit Elisabeth, der Tochter des Anwalts Carl Martin. Vater von Georg Germann. Er verstarb am 1. Dezember 1979 drei Monate nach Vollendung seines 90. Lebensjahres in Bottmingen.

## Militärische Laufbahn
Oscar Adolf Germann diente seit 1923 als Generalstabsoffizier in der Schweizer Armee. 1936 entwarf er die Botschaft des Bundesrats für die Wehranleihe. Ein Jahr später wurde Germann zum Stabschef des 2. Armeekorps ernannt. Zwischen 1939 und 1940 war Germann als Mitarbeiter und zeitweise Leiter der Operationssektion im Armeestab tätig. In dieser Funktion erstellte Germann die Aufmarschpläne Nord und West, Studien für eine allfällige Zusammenarbeit mit der französischen Armee oder der deutschen Wehrmacht und den Plan für einen Rückzug in die Wiggerstellung. Zudem sprach sich Germann 1940 für den Ersteinsatz der Armee in einem Alpenréduit aus. Zuletzt fungierte er von 1941 bis 1944 als Stabschef des 4. Armeekorps.

## Werke (Auswahl)
- Über den Grund und die Strafbarkeit des Versuchs, Diss., 1914.
- Das Verbrechen im neuen Strafrecht, 1942.
- Probleme und Methoden der Rechtsfindung, 1967.